# Pégomas
Pégomas (prononcer [peɡoma] ou [peɡomas]) est une commune française située dans le département des Alpes-Maritimes, en région Provence-Alpes-Côte d'Azur.
Ses habitants sont appelés les Pégomassois.

## Géographie

### Localisation
La commune de Pégomas se situe dans le canton de Mandelieu-la-Napoule et l'arrondissement de Grasse, dans la vallée de la Siagne, au point de confluence avec la Mourachonne et la Grande Frayère.

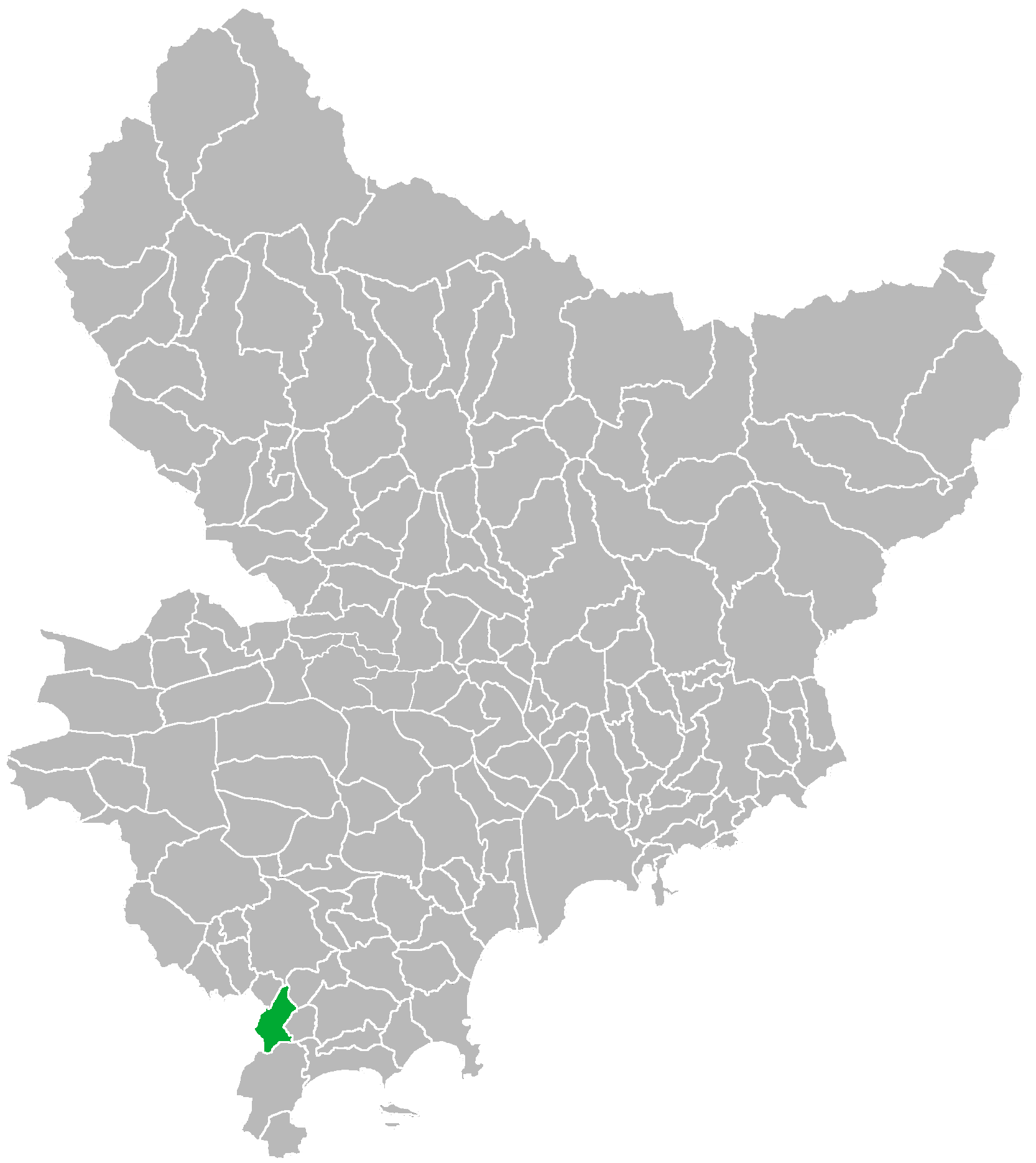
Situation de Pégomas (en vert) dans le département des Alpes-Maritimes.

### Géologie et relief

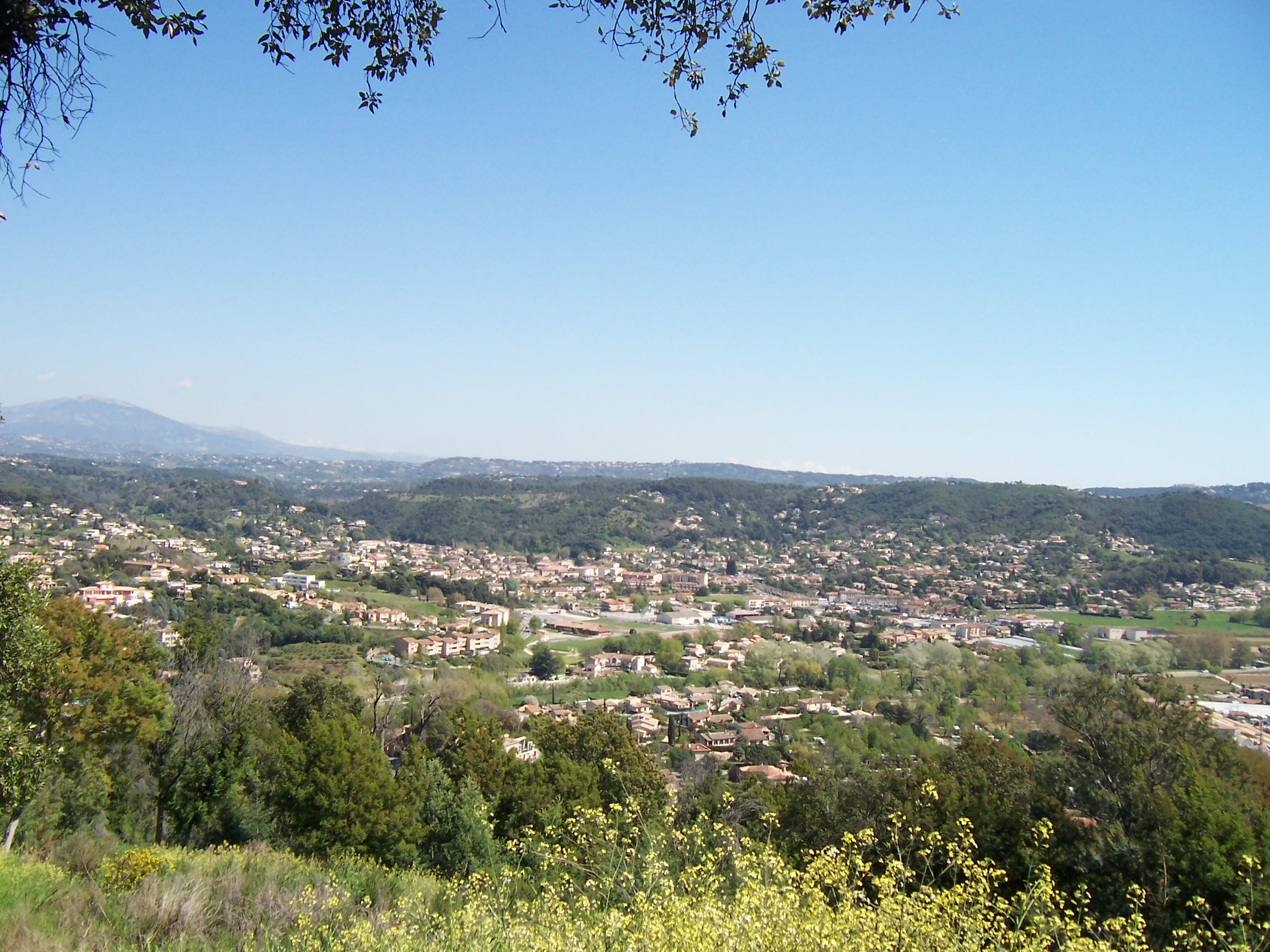
Pégomas vue de la colline.

La superficie de la commune est de 11,28 km2 ; son altitude varie entre 6 et 483 mètres.
La topographie de la commune s'organise en trois grands ensembles : Le Tanneron, la vallée de la Siagne, et quelques massifs rattachés au Tanneron.

### Sismicité
Commune située en zone de sismicité modérée.

### Hydrographie et eaux souterraines
Cours d'eau et plan d'eau sur la commune ou à son aval :
- fleuve côtier la Siagne ;
- rivière la Mourachonne ;
- lac des mimosas.

Pégomas  dispose de la station d'épuration intercommunale de Cannes-Agglomération d'une capacité de 300 000 équivalent-habitants.
La commune est couverte par des Plans de prévention des risques (PPR) Inondations (PPRI) et Incendies de Forêt (PPRIF).

### Climat
Pour des articles plus généraux, voir Climat de Provence-Alpes-Côte d'Azur et Climat des Alpes-Maritimes.
En 2010, le climat de la commune est de type climat méditerranéen franc, selon une étude du Centre national de la recherche scientifique s'appuyant sur une série de données couvrant la période 1971-2000. En 2020, Météo-France publie une typologie des climats de la France métropolitaine dans laquelle la commune est exposée à un climat méditerranéen et est dans la région climatique  Var, Alpes-Maritimes, caractérisée par une pluviométrie abondante en automne et en hiver (250 à 300 mm en automne), un très bon ensoleillement en été (fraction d’insolation > 75 %), un hiver doux (8 °C) et peu de brouillards. 
Pour la période 1971-2000, la température annuelle moyenne est de 15,7 °C, avec une amplitude thermique annuelle de 15,3 °C. Le cumul annuel moyen de précipitations est de 900 mm, avec 5,9 jours de précipitations en janvier et 1,9 jours en juillet. Pour la période 1991-2020, la température moyenne annuelle observée sur la station météorologique installée sur la commune est de 16,1 °C et le cumul annuel moyen de précipitations est de 983,2 mm. 
La température maximale relevée sur cette station est de 40,4 °C, atteinte le 19 juillet 2023 ; la température minimale est de −4,4 °C, atteinte le 17 janvier 2017,,. 
| Mois                                  | jan.          | fév.          | mars        | avril         | mai           | juin          | jui.          | août          | sep.          | oct.          | nov.          | déc.          | année     |
| ------------------------------------- | ------------- | ------------- | ----------- | ------------- | ------------- | ------------- | ------------- | ------------- | ------------- | ------------- | ------------- | ------------- | --------- |
| Température minimale moyenne (°C)     | 4,4           | 4,2           | 6,4         | 9,3           | 12            | 16,2          | 18,8          | 18,8          | 15,8          | 12,4          | 8,5           | 5,4           | 11        |
| Température moyenne (°C)              | 9             | 9             | 11,5        | 14,3          | 17,2          | 21,6          | 24,5          | 24,7          | 21,5          | 17,3          | 12,9          | 10            | 16,1      |
| Température maximale moyenne (°C)     | 13,6          | 13,9          | 16,6        | 19,3          | 22,4          | 27            | 30,3          | 30,6          | 27,2          | 22,2          | 17,3          | 14,5          | 21,2      |
| Record de froid (°C) date du record   | −4,4 17.01.17 | −4,1 11.02.12 | −1 01.03.18 | 1,1 02.04.22  | 5,4 03.05.17  | 9,2 01.06.13  | 12,9 21.07.11 | 13,4 18.08.14 | 8,3 27.09.20  | 2,1 29.10.12  | −3 27.11.10   | −2 18.12.10   | −4,4 2017 |
| Record de chaleur (°C) date du record | 23 04.01.18   | 22,2 10.02.20 | 28 31.03.15 | 27,5 25.04.23 | 32,9 27.05.22 | 38,6 25.06.17 | 40,4 19.07.23 | 38,7 06.08.17 | 34,2 15.09.22 | 30,3 14.10.23 | 28,2 14.11.23 | 23,6 11.12.23 | 40,4 2023 |
| Précipitations (mm)                   | 76,2          | 83,1          | 96,7        | 77,4          | 59,5          | 52,4          | 25,3          | 20,6          | 51,4          | 147,3         | 190           | 103,3         | 983,2     |

| Diagramme climatique                                  |             |             |             |            |            |              |              |              |               |            |              |
| J                                                     | F           | M           | A           | M          | J          | J            | A            | S            | O             | N          | D            |
| 13,64,476,2                                           | 13,94,283,1 | 16,66,496,7 | 19,39,377,4 | 22,41259,5 | 2716,252,4 | 30,318,825,3 | 30,618,820,6 | 27,215,851,4 | 22,212,4147,3 | 17,38,5190 | 14,55,4103,3 |
| Moyennes : • Temp. maxi et mini °C • Précipitation mm |             |             |             |            |            |              |              |              |               |            |              |

Les paramètres climatiques de la commune ont été estimés pour le milieu du siècle (2041-2070) selon différents scénarios d'émission de gaz à effet de serre à partir des nouvelles projections climatiques de référence DRIAS-2020. Ils sont consultables sur un site dédié publié par Météo-France en novembre 2022.

### Voies de communication et transport
| Ville       | Grasse | Cannes | Nice  | Marseille | Lyon   | Toulouse | Bordeaux | Strasbourg | Paris  | Nantes   | Lille    |
| ----------- | ------ | ------ | ----- | --------- | ------ | -------- | -------- | ---------- | ------ | -------- | -------- |
| Orthodromie | 7 km   | 8 km   | 29 km | 128 km    | 292 km | 441 km   | 613 km   | 558 km     | 682 km | 774 km   | 834 km   |
| Distance    | 10 km  | 11 km  | 39 km | 177 km    | 442 km | 532 km   | 774 km   | 828 km     | 904 km | 1 114 km | 1 119 km |

Sources : orthodromie : lion1906.com ; distance : itinéraire le plus court.

#### Voies de communication
Par la route, la ville est desservie depuis Mandelieu-la-Napoule par la D 109, depuis Mouans-Sartoux par la D 209 et depuis Tanneron par la D 309. La D 9, qui la traverse, relie La Roquette-sur-Siagne à Grasse. L'autoroute la plus proche est l'A8, sortie no 41 : La Bocca.

#### Transports en commun
Par le bus, la ville est accessible grâce à la ligne no 29 du réseau Sillages, et aux lignes no 610 (Cannes - Grasse) et 611 (Cannes - Pégomas par Mandelieu-la-Napoule) du réseau TAM (Transports des Alpes-Maritimes) exploitées par le conseil général.
Le transport ferroviaire n'est pas présent, la gare la plus proche est celle de Mouans-Sartoux, et la gare TGV la plus proche est celle de Cannes.

## Toponymie
L'origine du nom « Pégomas » est incertaine, mais plusieurs sources indiquent qu'il provient du latin pegomacium qui désigne la « pègue-poix », une résine de pin autrefois récoltée sur les collines environnantes.

## Histoire
Dès les premiers siècles, il existe un castellaras sur un promontoire dominant la plaine de la Siagne. Mais de nombreuses invasions barbares et les incursions des Maures font le vide sur tout le territoire. La plaine n’est alors qu’un vaste marécage insalubre où les habitants ne peuvent demeurer.
Le nom de Pégomas apparaît pour la première fois au 1130 lorsque les comtes de Toulouse cédèrent ces terres de « Pégomacio » à l'abbaye de Lérins. En 1258 sont réalisées les limites communales entre Pégomas, Auribeau-sur-Siagne et La Roquette-sur-Siagne. Des regroupements d’habitations forment les premiers quartiers : le Campaudié, la Fénerie, les Loubonnières, les Mitres, les Ribes.
En 1513, le territoire est déserté. Les moines de Lérins, souhaitant rentabiliser leurs terres, tentent alors un repeuplement par des « actes d’habitation » définissant les droits et les devoirs des futurs résidents. Mais en 1581, le cadastre mentionne que le territoire est, à nouveau, inhabité. Au début du XVIIIe siècle, un nouveau repeuplement est tenté, mais seuls peuvent subsister les habitants des collines, car la plaine reste trop insalubre. En 1808, une importante crue ouvre une brèche sur le front de mer, permettant à la Siagne de se créer un véritable lit, libérant les terres alluviales favorables à l’agriculture, dans un climat devenu salubre. La population peut alors croître parmi des champs prospères.

## Politique et administration

### Liste des maires
| Période                                  | Période      | Identité                  | Étiquette   | Qualité                                                             |
| ---------------------------------------- | ------------ | ------------------------- | ----------- | ------------------------------------------------------------------- |
| Les données manquantes sont à compléter. |              |                           |             |                                                                     |
| 1872                                     | 1873         | Alexandre Bertou          |             |                                                                     |
| 1873                                     | 1885         | François Gandolfe         |             |                                                                     |
| 1885                                     | 1894         | André Mul                 |             |                                                                     |
| 1894                                     | 1900         | Joseph Mul                |             |                                                                     |
| 1900                                     | 1908         | Joseph Arnaud             |             |                                                                     |
| 1908                                     | 1924         | Honoré Maubert            |             |                                                                     |
| 1924                                     | 1925         | Paul Donnet               |             |                                                                     |
| 1925                                     | 1932         | Honoré Maubert            |             |                                                                     |
| 1932                                     | 1945         | Daniel Solandt            |             |                                                                     |
| 1945                                     | 1971         | Gaston Armanet            |             |                                                                     |
| 1971                                     | mars 1983    | Gaston Marchive           |             |                                                                     |
| mars 1983                                | mars 1989    | Félix Chauvin             |             |                                                                     |
| mars 1989                                | juin 1995    | Jean Barralis (1928-2010) | DVD         | Industriel dans la parfumerie, premier adjoint (1983 → 1989)        |
| juin 1995                                | 2001         | Gilbert Pibou             | DVD         |                                                                     |
| 2001                                     | février 2004 | Christine Welker          | DVD         | Cadre                                                               |
| février 2004                             | mai 2020     | Gilbert Pibou             | UMP-LR      | Retraité                                                            |
| mai 2020                                 | En cours     | Florence Simon            | DVD puis LR | Artisane d'art Vice-présidente de la CA du Pays de Grasse (2020 → ) |

Une élection municipale partielle eut lieu en 2001 à la suite de l'invalidation de l'élection de Gilbert Pibou, amenant à l'élection de Christine Welker. Une autre élection municipale partielle eut lieu en 2004 à la suite de la démission du conseil municipal, amenant à l'élection de Gilbert Pibou.

### Budget et fiscalité 2023
En 2023, le budget de la commune était constitué ainsi :
- total des produits de fonctionnement : 9 326 000 €, soit 1 159 € par habitant ;
- total des charges de fonctionnement : 9 084 000 €, soit 1 129 € par habitant ;
- total des ressources d'investissement : 1 306 000 €, soit 162 € par habitant ;
- total des emplois d'investissement : 1 886 000 €, soit 234 € par habitant ;
- endettement : 4 896 000 €, soit 608 € par habitant.

Avec les taux de fiscalité suivants :
- taxe d'habitation : 18,41 % ;
- taxe foncière sur les propriétés bâties : 29,95 % ;
- taxe foncière sur les propriétés non bâties : 43,17 % ;
- taxe additionnelle à la taxe foncière sur les propriétés non bâties : 0,00 % ;
- cotisation foncière des entreprises : 0,00 %.

Chiffres clés Revenus et pauvreté des ménages en 2021 : médiane en 2021 du revenu disponible, par unité de consommation : 25 540 €.

### Intercommunalité
Commune membre de la Communauté d'agglomération du Pays de Grasse.

## Urbanisme

### Typologie
Au 1er janvier 2024, Pégomas est catégorisée ceinture urbaine, selon la nouvelle grille communale de densité à 7 niveaux définie par l'Insee en 2022.  Par ailleurs la commune fait partie de l'aire d'attraction de Cannes - Antibes, dont elle est une commune de la couronne,. Cette aire, qui regroupe 24 communes, est catégorisée dans les aires de 200 000 à moins de 700 000 habitants,.

### Occupation des sols
L'occupation des sols de la commune, telle qu'elle ressort de la base de données européenne d’occupation biophysique des sols Corine Land Cover (CLC), est marquée par l'importance des forêts et milieux semi-naturels (49,5 % en 2018), en diminution par rapport à 1990 (65,8 %). La répartition détaillée en 2018 est la suivante : 
forêts (48,7 %), zones urbanisées (28,7 %), cultures permanentes (12,1 %), zones agricoles hétérogènes (7,5 %), zones industrielles ou commerciales et réseaux de communication (2,2 %), milieux à végétation arbustive et/ou herbacée (0,8 %).
L'évolution de l’occupation des sols de la commune et de ses infrastructures peut être observée sur les différentes représentations cartographiques du territoire : la carte de Cassini (XVIIIe siècle), la carte d'état-major (1820-1866) et les cartes ou photos aériennes de l'IGN pour la période actuelle (1950 à aujourd'hui).

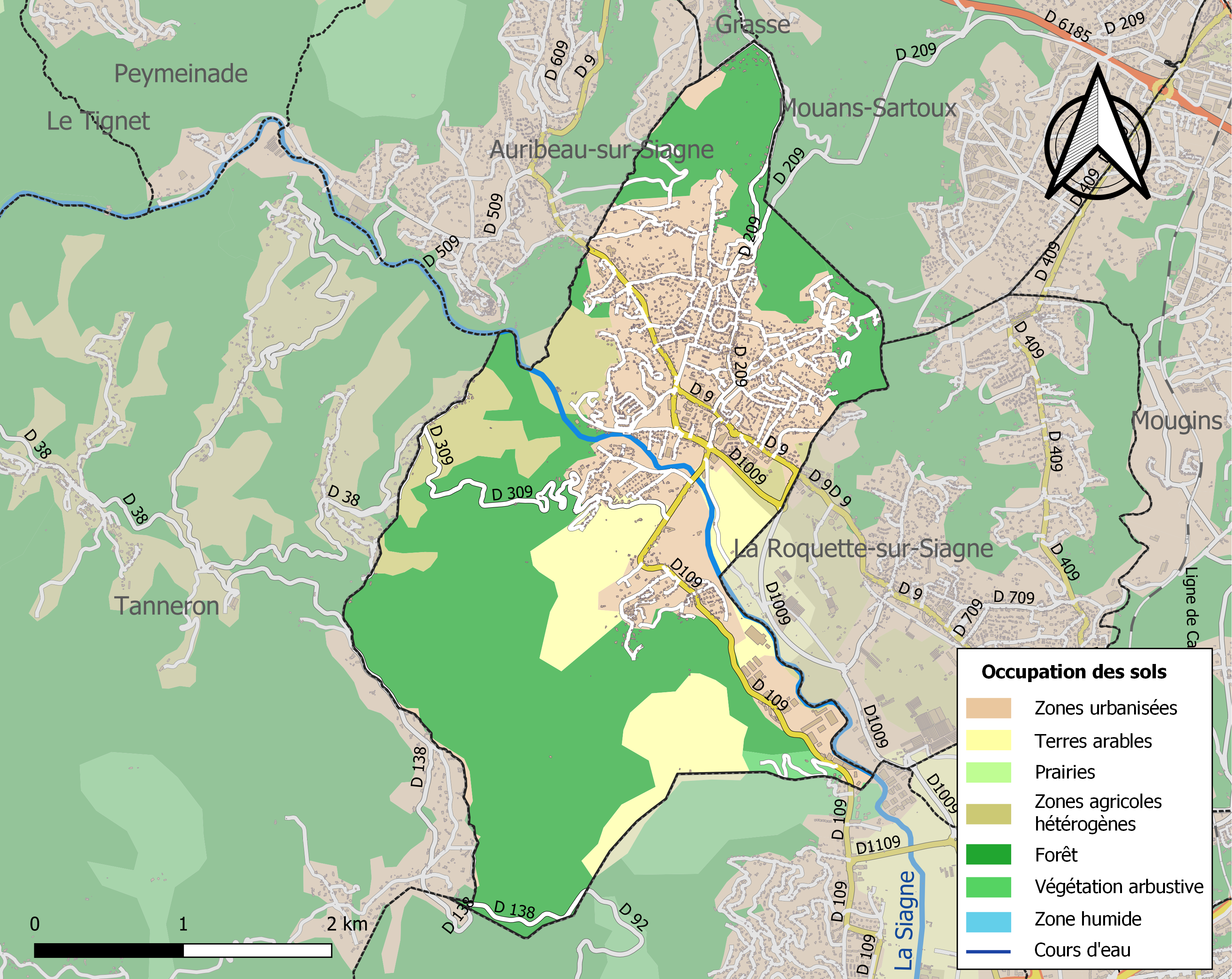
Carte de l'occupation des sols de la commune en 2018 (CLC).

### Jumelages
- Castel San Niccolò (Italie) depuis 1988

## Population et société

### Démographie

#### Évolution démographique
L'évolution du nombre d'habitants est connue à travers les recensements de la population effectués dans la commune depuis 1793. Pour les communes de moins de 10 000 habitants, une enquête de recensement portant sur toute la population est réalisée tous les cinq ans, les populations de référence des années intermédiaires étant quant à elles estimées par interpolation ou extrapolation. Pour la commune, le premier recensement exhaustif entrant dans le cadre du nouveau dispositif a été réalisé en 2007.

En 2022, la commune comptait 8 143 habitants, en évolution de +2,96 % par rapport à 2016 (Alpes-Maritimes : +2,85 %, France hors Mayotte : +2,11 %).
| 1793 | 1800 | 1806 | 1821 | 1831 | 1836 | 1841 | 1846 | 1851 |
| ---- | ---- | ---- | ---- | ---- | ---- | ---- | ---- | ---- |
| 453  | 431  | 345  | 482  | 582  | 625  | 621  | 634  | 616  |

| 1856 | 1861 | 1866 | 1872 | 1876 | 1881 | 1886 | 1891 | 1896 |
| ---- | ---- | ---- | ---- | ---- | ---- | ---- | ---- | ---- |
| 583  | 563  | 607  | 614  | 571  | 609  | 664  | 632  | 657  |

| 1901 | 1906 | 1911 | 1921 | 1926 | 1931  | 1936  | 1946  | 1954  |
| ---- | ---- | ---- | ---- | ---- | ----- | ----- | ----- | ----- |
| 735  | 678  | 771  | 728  | 927  | 1 009 | 1 032 | 1 069 | 1 170 |

| 1962  | 1968  | 1975  | 1982  | 1990  | 1999  | 2006  | 2007  | 2012  |
| ----- | ----- | ----- | ----- | ----- | ----- | ----- | ----- | ----- |
| 1 332 | 1 717 | 2 149 | 3 452 | 4 618 | 5 794 | 6 235 | 6 296 | 7 285 |

| 2017  | 2022  | - | - | - | - | - | - | - |
| ----- | ----- | - | - | - | - | - | - | - |
| 7 972 | 8 143 | - | - | - | - | - | - | - |

#### Pyramide des âges
En 2021, le taux de personnes d'un âge inférieur à 30 ans s'élève à 31,5 %, soit au-dessus de la moyenne départementale (31,0 %). À l'inverse, le taux de personnes d'âge supérieur à 60 ans est de 27,7 % la même année, alors qu'il est de 31,0 % au niveau départemental.
En 2021, la commune comptait 3 861 hommes pour 4 184 femmes, soit un taux de 52,01 % de femmes, légèrement inférieur au taux départemental (52,74 %).
Les pyramides des âges de la commune et du département s'établissent comme suit :
| Hommes | Classe d’âge | Femmes |
| ------ | ------------ | ------ |
| 1,0    | 90 ou +      | 3,3    |
| 8,1    | 75-89 ans    | 11,4   |
| 15,2   | 60-74 ans    | 16,4   |
| 22,0   | 45-59 ans    | 20,4   |
| 20,0   | 30-44 ans    | 19,2   |
| 14,6   | 15-29 ans    | 11,6   |
| 19,1   | 0-14 ans     | 17,8   |

| Hommes | Classe d’âge | Femmes |
| ------ | ------------ | ------ |
| 1,1    | 90 ou +      | 2,6    |
| 9,5    | 75-89 ans    | 12,2   |
| 17,6   | 60-74 ans    | 18,7   |
| 20,3   | 45-59 ans    | 19,9   |
| 18,1   | 30-44 ans    | 17,5   |
| 16,5   | 15-29 ans    | 14,6   |
| 16,8   | 0-14 ans     | 14,4   |

### Enseignement
Pégomas comptait à la rentrée scolaire 2013 quatre établissements scolaires :
- École maternelle Jules-Ferry ; 8 classes - 215 élèves
- École maternelle Jean-Rostand ; 4 classes - 115 élèves
- École élémentaire Marie-Curie ; 10 classes - 240 élèves
- École élémentaire Jean-Rostand ; 8 classes - 212 élèves

Un collège, du nom d'Arnaud-Beltrame, ouvre en septembre 2018. Il est prévu d'y accueillir 600 élèves environ. Le nom de l'établissement, choisi après les attaques du 23 mars 2018 à Carcassonne et Trèbes et le sacrifice du gendarme Arnaud Beltrame, provoque la contestation de certains parents d'élèves, craignant que le collège au nom symbolique devienne « potentiellement une cible à des attaques criminelles ».

### Santé
Professionnels et établissements de santé :
- Médecins,
- Pharmacies,
- Hopitaux.

### Cultes
- Culte catholique, Paroisse Saint-Vincent de Lérins, Diocèse de Nice[30].

### Entreprises et commerces

#### Agriculture
Les productions notables de Pégomas sont le mimosa dont elle est la capitale à l'inverse des idées reçues qui pensent que c'est Mandelieu-la-Napoule, et les fleurs destinées aux parfumeries grassoises.

#### Tourisme
- Restaurants.
- Gîtes de France[31], chambres d'hôtes.
- Camping Les Mimosas[32].

#### Commerces
- Commerces de proximité[33].

## Culture locale et patrimoine

### Lieux et monuments

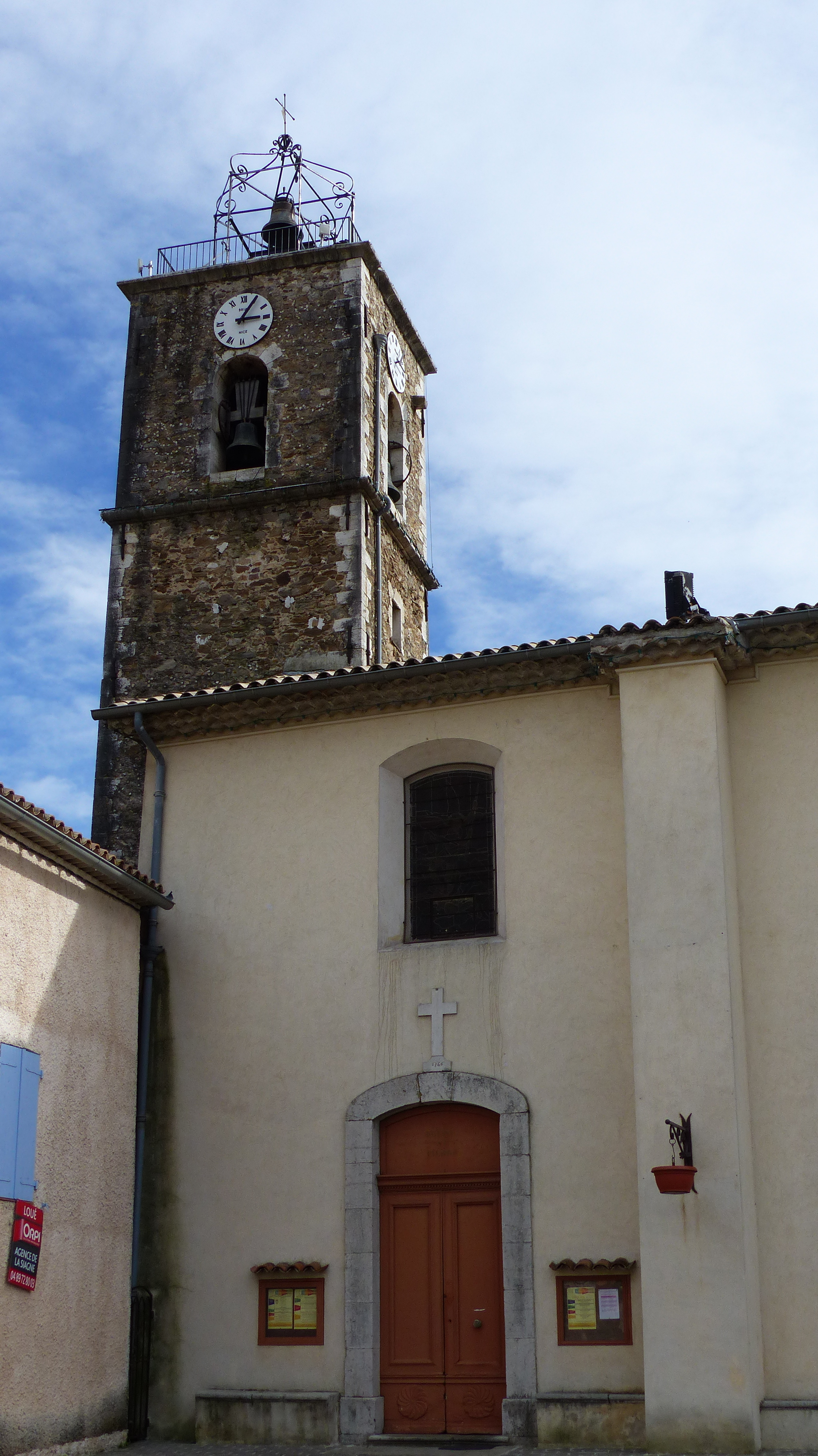
Église Saint-Pierre.

- Église Saint-Pierre (1765-1768-fin XXe siècle, pierre enduite)[34]. Au début du XIe siècle existait une chapelle Saint-Pierre édifiée par les moines de Lérins. En 1762, l’évêque de Grasse donne l’autorisation de détruire la chapelle pour construire une église et sa maison curiale. Le clocher de fer forgé et la loggia de pur style provençal sont à l’image de ceux de la région.
- Château (fin du XVIIIe siècle, pierre enduite)[35]. Ce château est construit par le comte de Drée autour d’une ancienne bastide. Un quartier se crée alors autour du château, abritant le personnel et les employés agricoles de la propriété. Des tourelles aux angles agrémentent la sobre bâtisse de pierres crépies et blanchies à la chaux. Le château est vendu par la dernière descendante du comte de Drée en 1900. Partagé à plusieurs reprises en plusieurs secteurs par les divers héritiers, il contient un ensemble d’appartements.
- Ancienne chapelle rurale Saint-Pierre[36].
- Monument aux morts[37].

### Personnalités liées à la commune
- Richard Anthony, (1938-2015), y vivait et y est décédé.
- Zinédine Zidane, (1972-), y a résidé lorsqu'il était au centre de formation de l'A.S Cannes, il vivait dans une famille d'accueil et était alors âgé de 13-15 ans. Un parking près du château porte d'ailleurs son nom.
- Isabelle Forêt, (?-), ancienne mannequin et danseuse qui a partagé la vie de Claude François (1939-1978), entre 1967 et 1972 et leurs fis Claude François junior (1968-) et Marc François, (1969-) se sont installés à Théoule-sur-Mer puis à Pégomas. Les enfants sont scolarisés à l'Institut Stanislas de Cannes[38],[39]. Isabelle Forêt réside désormais à La Roquette-sur-Siagne[40].

### Héraldique
| Blason de Pégomas | Blason  | D'azur à l'éléphant contourné d'argent.                                                                                                |
| Blason de Pégomas | Détails | Variantes. Coupé : au 1er d’or à la fasce de sinople, au 2e d’azur à l’éléphant d’or. Le statut officiel du blason reste à déterminer. |

En application de l’édit de 1696, le conseil de la commune n’ayant pas présenté son dessin à l’enregistrement dans le délai imparti, le garde de l’Armorial général de France octroya d’office un blason. Pégomas reçut, par hasard, l’éléphant.